# Dunkassa
Dunkassa est l'un des six arrondissements de la commune de Kalalé dans le département du Borgou au Bénin.

## Géographie
L'arrondissement de Dunkassa est situé au nord-est du Bénin et compte 8 villages que sont Alafiarou, Gbessakperou, Dangorou, Djega I, Dunkassa, Dunkassa-peulh, Kirikoube et Ouenagourou.

## Démographie
Selon le recensement de la population de 2013 conduit par l'Institut national de la statistique et de l'analyse économique (INSAE), Dunkassa compte 29396 habitants  .